# Казармы Преображенского полка
Казармы Преображенского полка — российский памятник архитектуры, расположен в Санкт-Петербурге.
В 1737—1738 годах Комиссия о Санкт-Петербургском строении разработала планировку трёх военных слобод Измайловского, Преображенского и Семёновского полков. Территории всех трёх слобод были разделены улицами, названными по номерам рот (1-я рота, 2-я рота и т. д.). Изначально здания были деревянными, Преображенская слобода пролегала между современными Литейным проспектом, улицей Жуковского, Суворовским проспектом и Кирочной улицей. В слободах было по 170—250 зданий: офицерские дома, полковой двор (штаб), церковь, лазарет, цейхгауз, конюшни, баня, хозяйственные постройки, а также выпасы и огороды.

К концу XVIII века было решено построить обширные каменные казармы, сократив при этом размер предоставленных полкам территорий, отдав землю под строительство гражданских жилых домов.

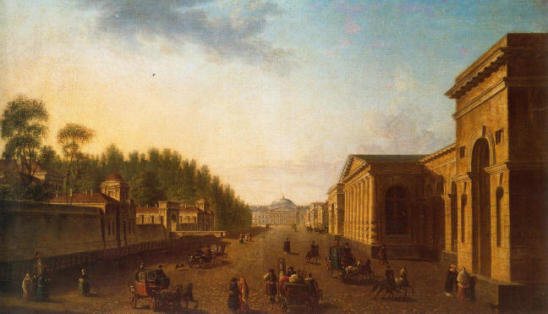
Ф. Я. Алексеев Потёмкинская улица. 1800. Замыкание перспективы

Казармы строились по образцовым проектам Ф. И. Волкова, разработанным в 1790-х годах в стиле классицизма. Казармы других полков были перестроены в середине XIX века, Преображенские казармы частично сохранились.
Постройка комплекса была начата в 1802 году, Ф. И. Волков умер спустя год, и строительство продолжили другие архитекторы, вносившие в проекты свои изменения — в частности, Ф. И. Демерцов. Строительство закончили к 1805 году.
В глубине парадного двора расположено трёхэтажное здание бывшего госпиталя, перед ним в 1864 году был организован сад, в 1910—1935 годах в нём стоял памятник Петру I. У здания госпиталя в ансамбле организующая роль, оно завершает перспективу Потёмкинской улицы. Вероятно, в его строительстве участвовал А. Н. Воронихин. У здания восьмиколонный портик; весь ансамбль объединён ионическим ордером, но для зданий, стоящих по красной линии, использованы пилястры. Фриз украшен лепными венками, на которых перекрещиваются две латинские буквы «P» (Petrus Primus) и римская цифра I; это связано с тем, что Преображенский полк был основан Петром I из потешного полка.
В здании, помимо госпиталя, размещалось офицерское собрание и полковая церковь, а с 1 октября 1811 года ещё и полковая библиотека, книги в которую были закуплены частично за счёт императора, частично — за счёт офицеров.
В 1918 году весь участок был отдан Военной электротехнической школе, позже ставшей училищем, а затем академией. В 1974 году в здание переехало Высшее военное училище связи, которое в 1998 году объединилось с Военной академией связи и стало университетом (Военным университетом связи).
В 2004 году участок был отдан под жилую застройку. Компания ЛСР в 2005 году для постройки элитного квартала снесла часть комплекса как аварийные здания — всю северную застройку Виленского переулка, одно здание офицерских казарм по Кирочной (на момент сноса — в статусе выявленного памятника архитектуры) и солдатские казармы на западной стороне Парадной улицы. В 2010 году снесённый корпус офицерских казарм был восстановлен как двухэтажное здание (по более раннему проекту и без поздних пристроек), после чего по инициативе компании с него был снят охранный статус. На месте корпусов солдатских казарм построены бизнес-центры в стиле ретроспективизма на темы классицизма начала XIX века.

## Галерея

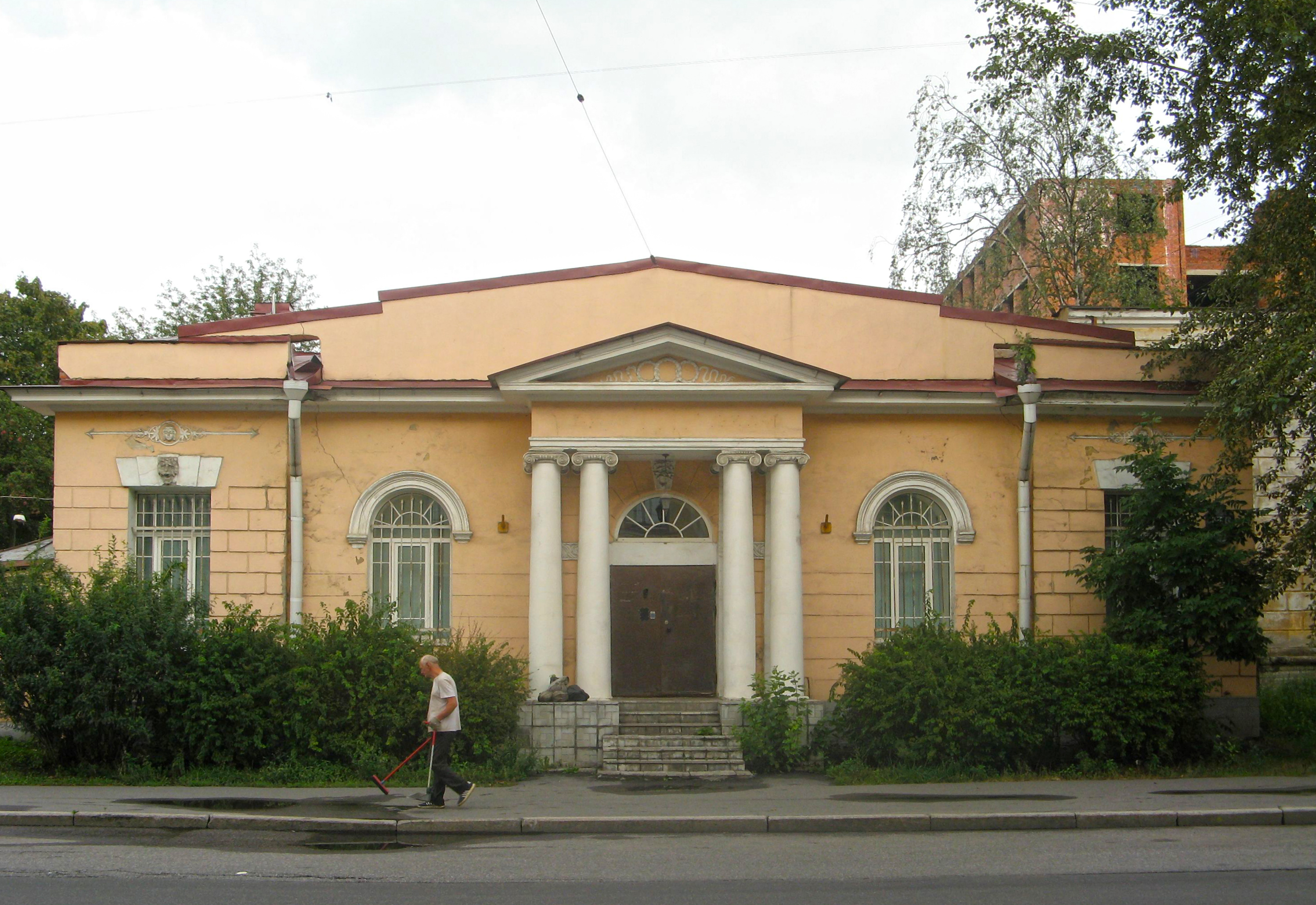
Павильон стрелкового тира лейб-гвардии Преображенского полка, Парадная улица 4В
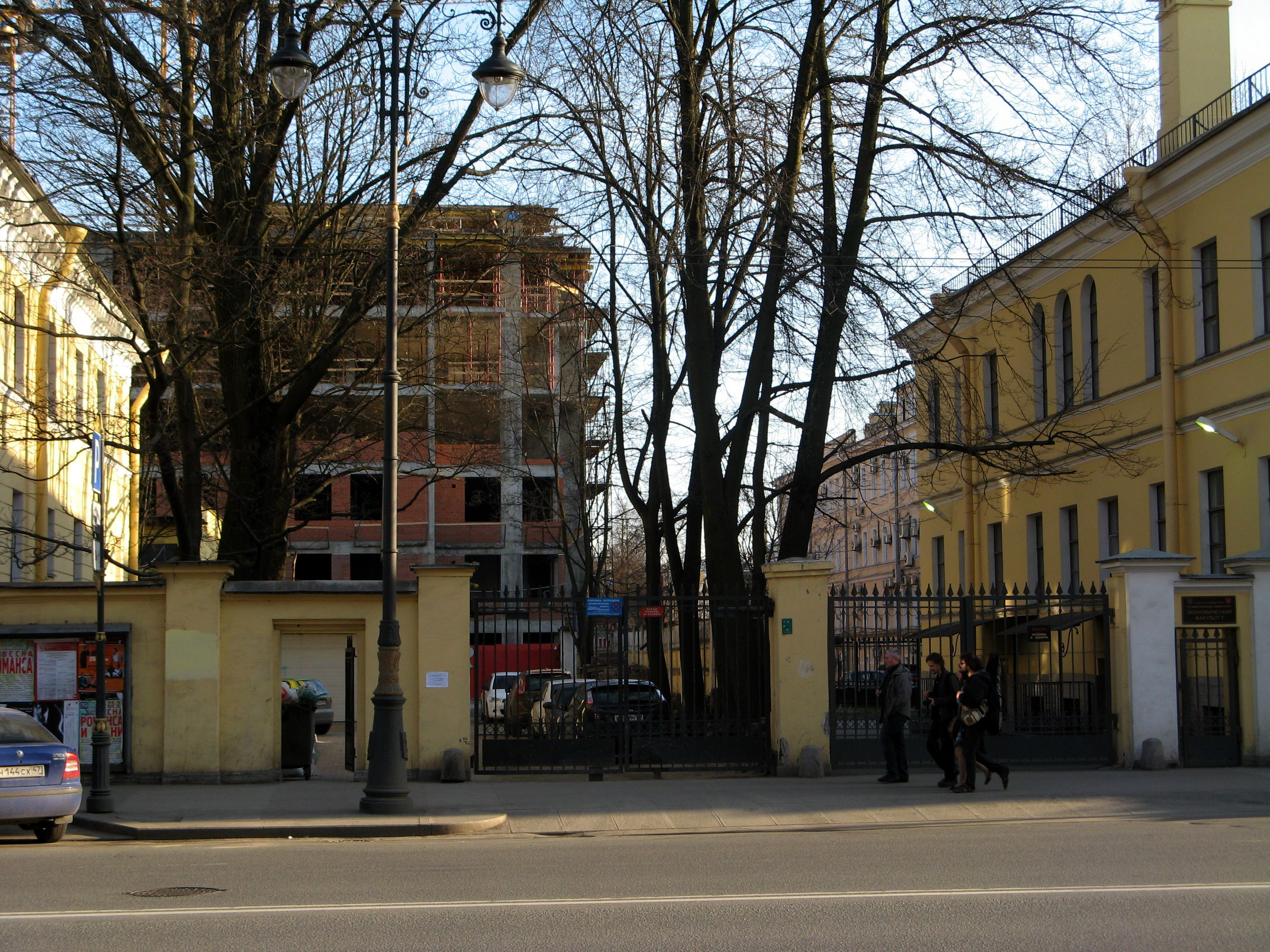
Ограда между домами 31 и 33 по Кирочной
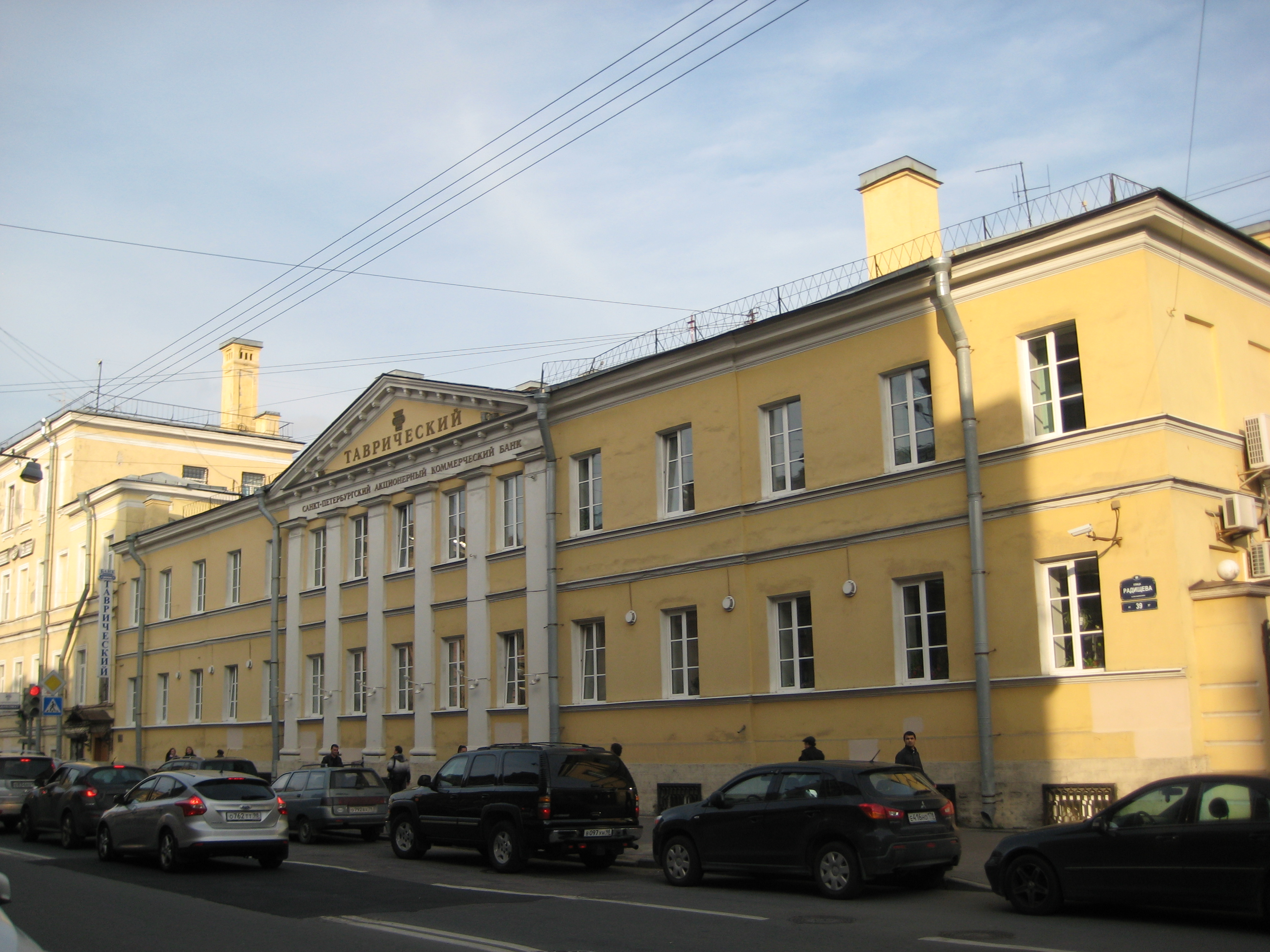
3-й офицерский корпус на Радищева
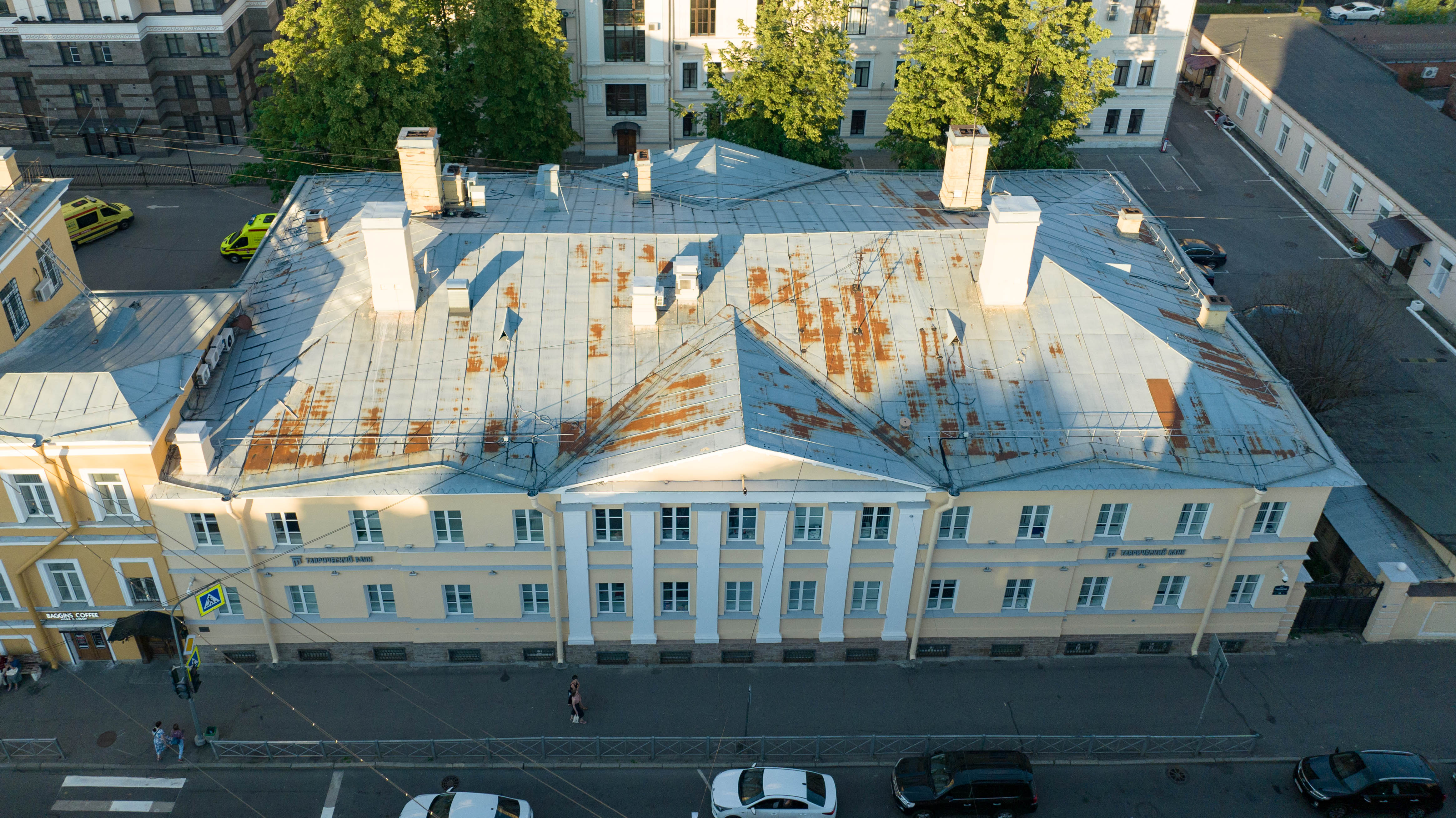
3-й офицерский корпус на Радищева, вид сверху
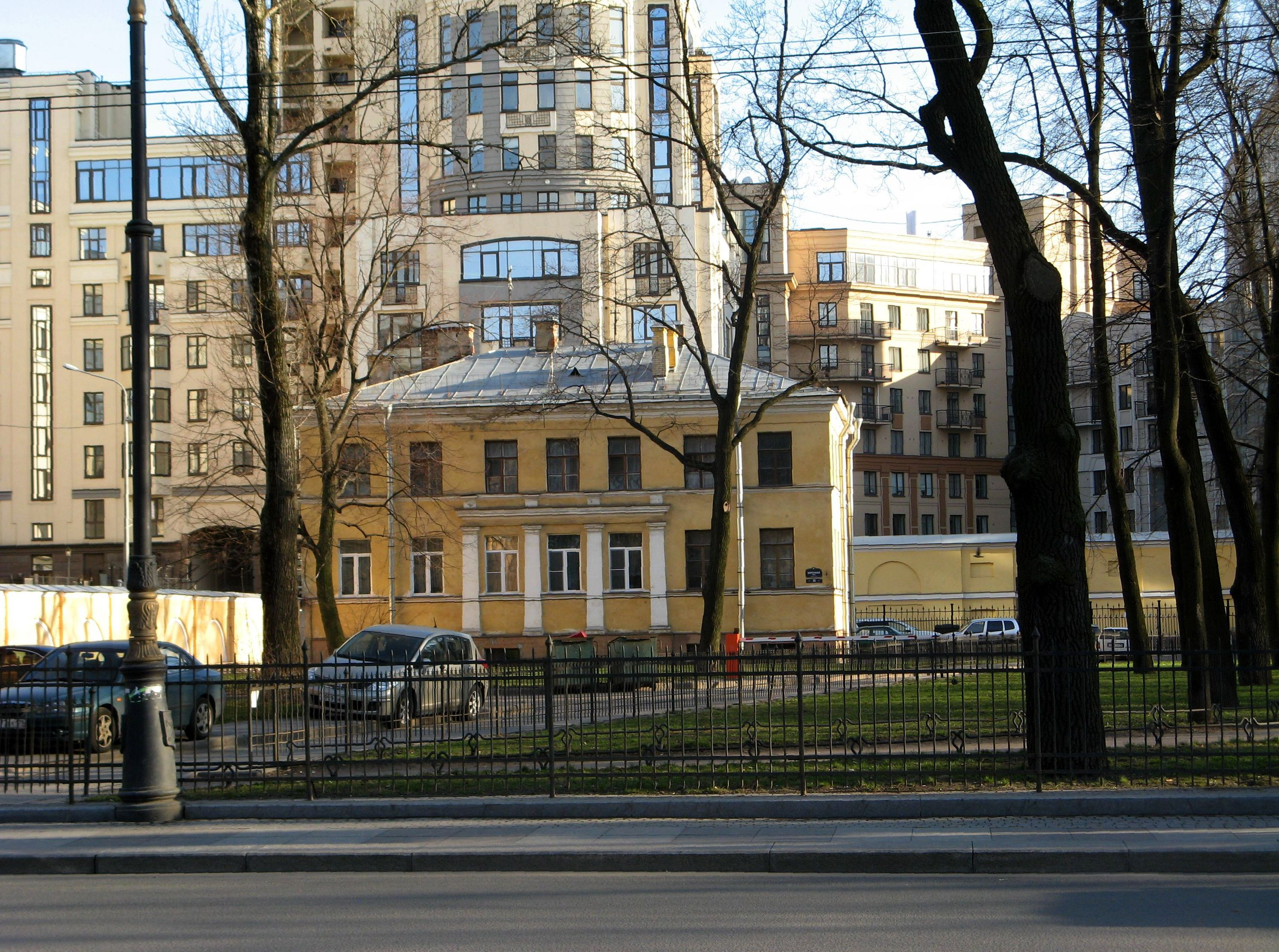
Восточный флигель (Кирочная, 35)
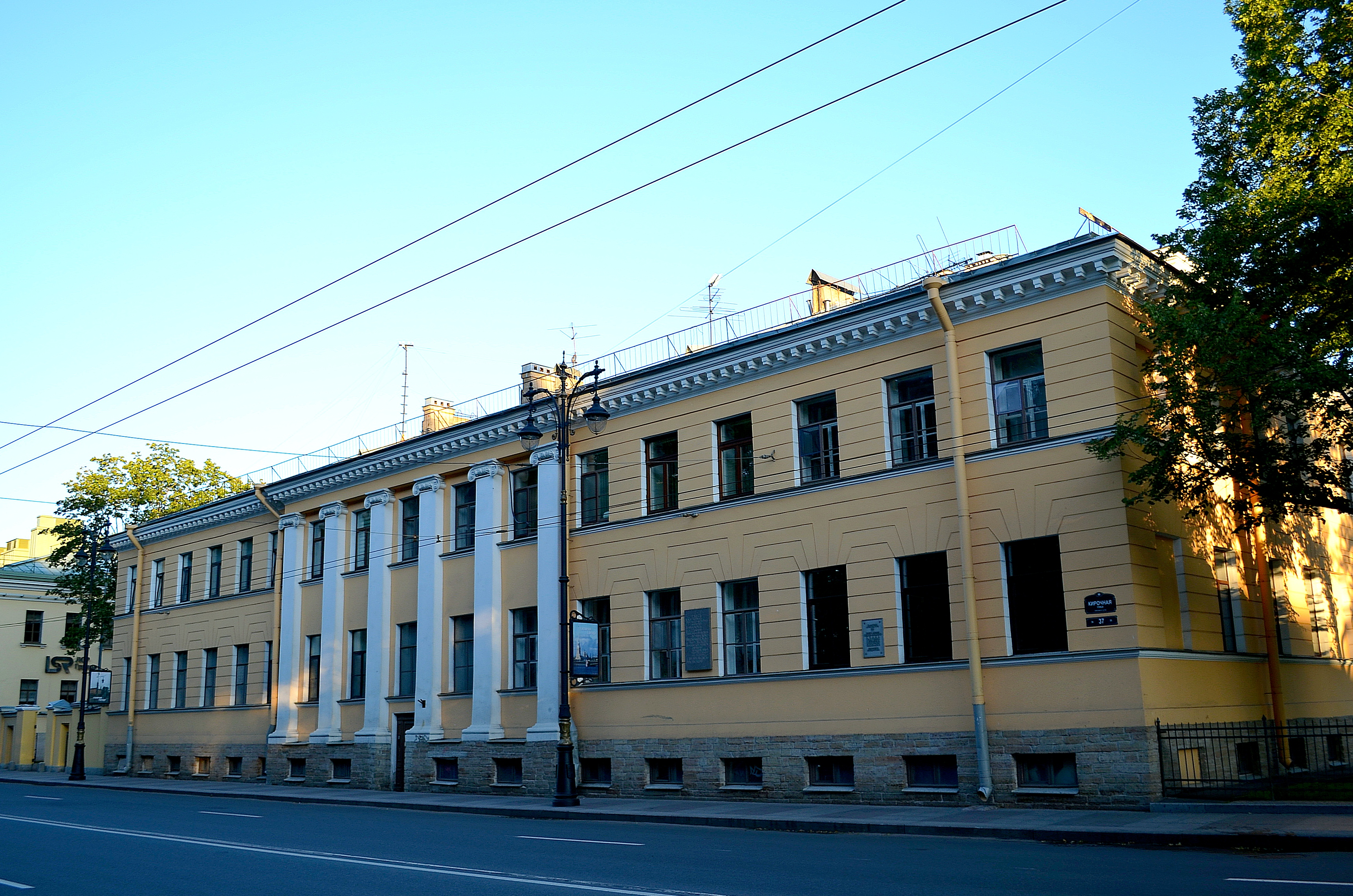
Офицерские казармы, Кирочная, 37
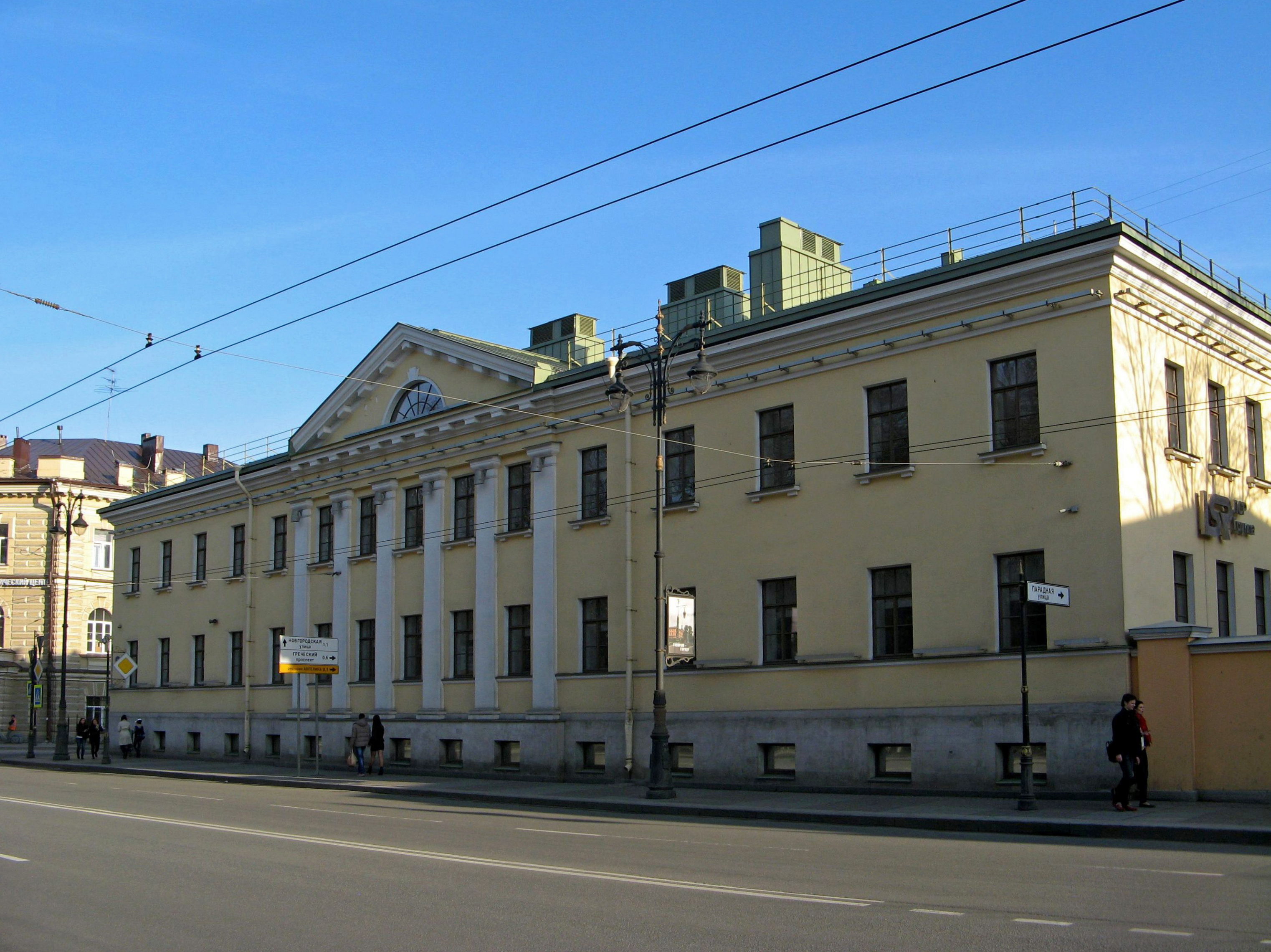
Новодел на месте снесённого здания на Кирочной улице, 39
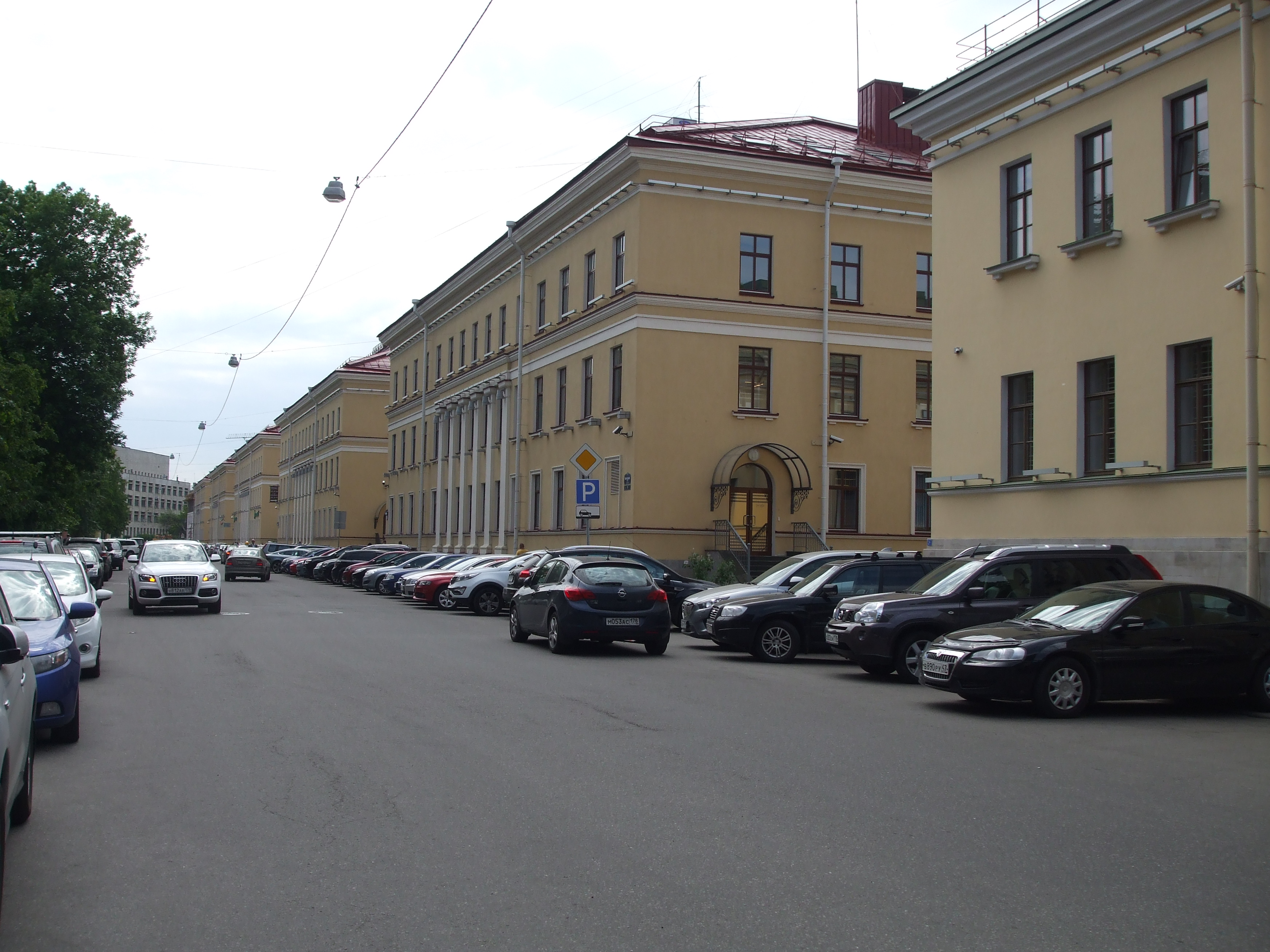
Пять типовых бизнес-центров под старину, в стилистике комплекса, по Парадной улице
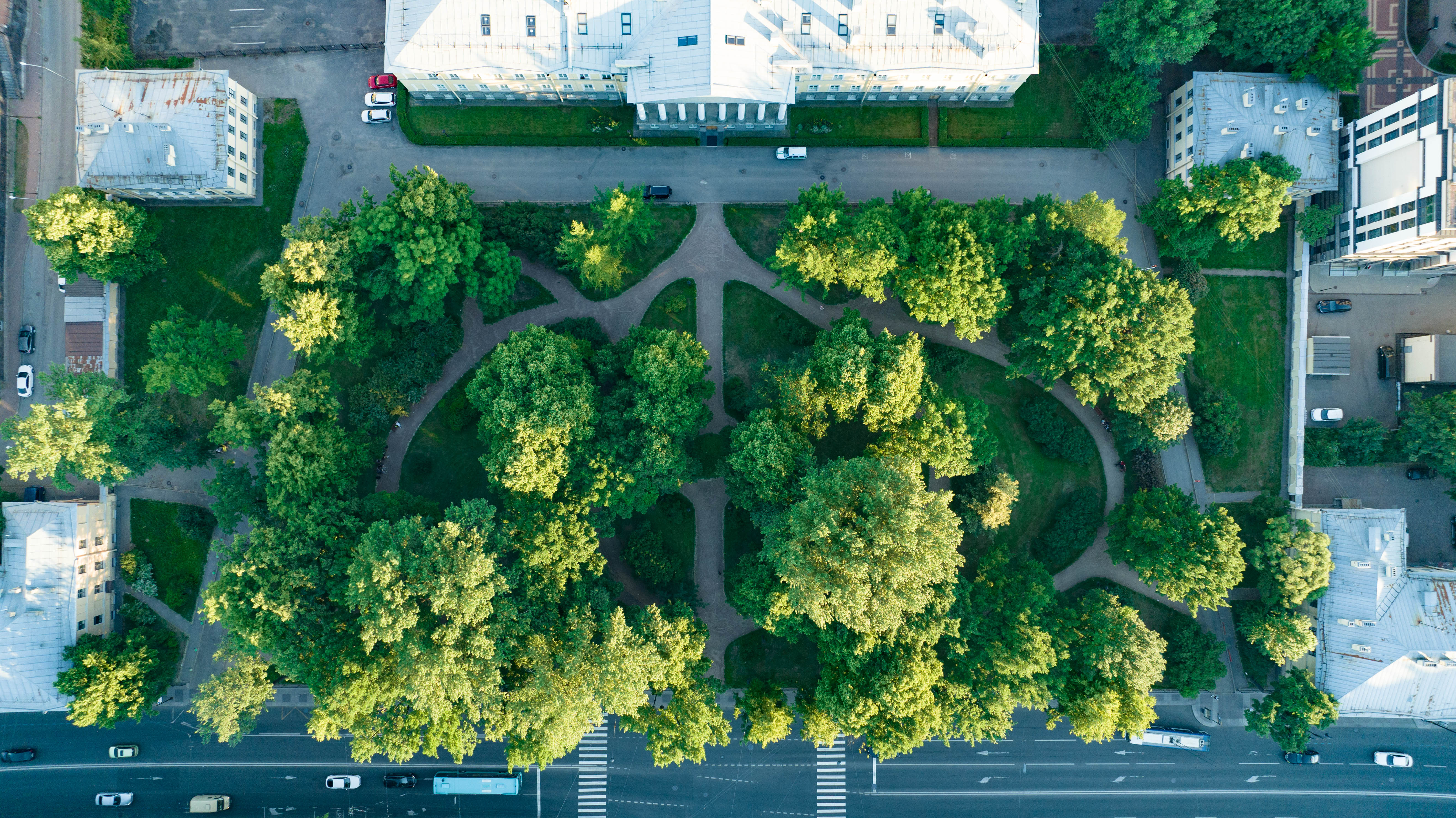
Сад Салтыкова-Щедрина перед зданием госпиталя, вид сверху